# Josef Müller (Bibliothekar)
Josef Müller (* 2. Februar 1872 in Schmerikon; † 10. August 1947 in Dussnang) war ein Schweizer Bibliothekar und Autor. Von 1933 bis 1947 leitete er die Stiftsbibliothek St. Gallen.

## Leben
Josef Müller kam als ältester Sohn von Ludwina Lüchinger und dem Goldschmied und Kantonsrat Johann Bernhard Müller zur Welt. Während seiner Jugendzeit zog die Familie, im Jahr 1885, nach Uznach. In Feldkirch beendete Josef Müller das Gymnasium und wechselte danach zur Universität Innsbruck. Er besuchte Vorlesungen unter anderem bei Hugo Hurter und Josef Noldin. Sein Interesse an Geschichte führte ihn in Kurse von Ludwig von Pastor.
Bischof Augustin Egger weihte Josef Müller am 21. März 1896 zum Priester. Seine Primiz feierte er in Uznach. Zur weiteren Ausbildung sandte ihn Bischof Egger nach Freiburg, wo er in den Jahren 1896/97 auch Vorlesungen bei Albert Büchi besuchte.
Im Jahr 1897 wurde Josef Müller zum Domvikar in St. Gallen gewählt, wo er seinem Mentor Adolf Fäh zur Seite stand. Als Präsident des Katholikenvereins trieb er den Bau der Pfarrkirche St. Otmar voran. 1903 ging Josef Müller, zu weiteren Studien, zurück an die Universität Freiburg.
1903 wurde Josef Müller zum Stiftsarchivar von St. Gallen gewählt. Mit seiner Arbeit «Karl Baromeo und das Stift St. Gallen» promovierte er schliesslich mit der höchsten Auszeichnung. Weitere Arbeiten über Notker als Lehrer und Dichter, sowie Rudolf Sailer, für das Historisch-Biographische Lexikon der Schweiz und seine Beiträge in der Zeitschrift für Kirchengeschichte schlossen sich an. In seiner Arbeit als Stiftsarchivar kam Josef Müller in Kontakt mit Paul Fridolin Kehr und Karl Rieder, mit denen verbunden blieb.
Am 23. Februar 1933 wählte ihn der katholische Administrationsrat als Nachfolger von Adolf Fäh zum Stiftsbibliothekar in St. Gallen. Er setzte sich besonders für die Förderung des Ausleihe, auch als Quelle für Bildung besonders auch für Studierende, ein.
In einem Nachruf wurde zu Müllers Tätigkeit in der Bibliothek festgehalten: «Bleibende Verdienste erwarb er sich um die Neuordnung des Katalogs und die Öffnung der Bibliothek für Gelehrte und Ungelehrte, so daß sie zu einer der vorzüglichsten Sehenswürdigkeiten von St. Gallen wurde.»

## Ehrungen
- 19. März 1944 Ehrendomherr der Kathedrale von St. Gallen

## Werke
- 1910: Die Tagebücher Rudolf Sailers aus der Regierungszeit der Äbte Kilian Germann und Diethelm Blarer (1529–1531)
- 1912: Notker als Lehrer und Dichter
- 1913: Zum 1300jährigen Erinnerungstag der Gründung St. Gallens durch den hl. Gallus (613)
- 1938: Die Stellung des Kapitels Uznach zu den kirchenpolitischen Fragen der Jahre 1830–1833
- 1947: 100 Jahre Diözese St. Gallen